# Hôtel de ville de Montbéliard
L'hôtel de ville de Montbéliard est un édifice situé à Montbéliard dans le Doubs. Il est situé sur la place Saint-Martin, juste en face du temple Saint-Martin. Une partie de l'hôtel de ville a été transformée en théâtre.

## Histoire

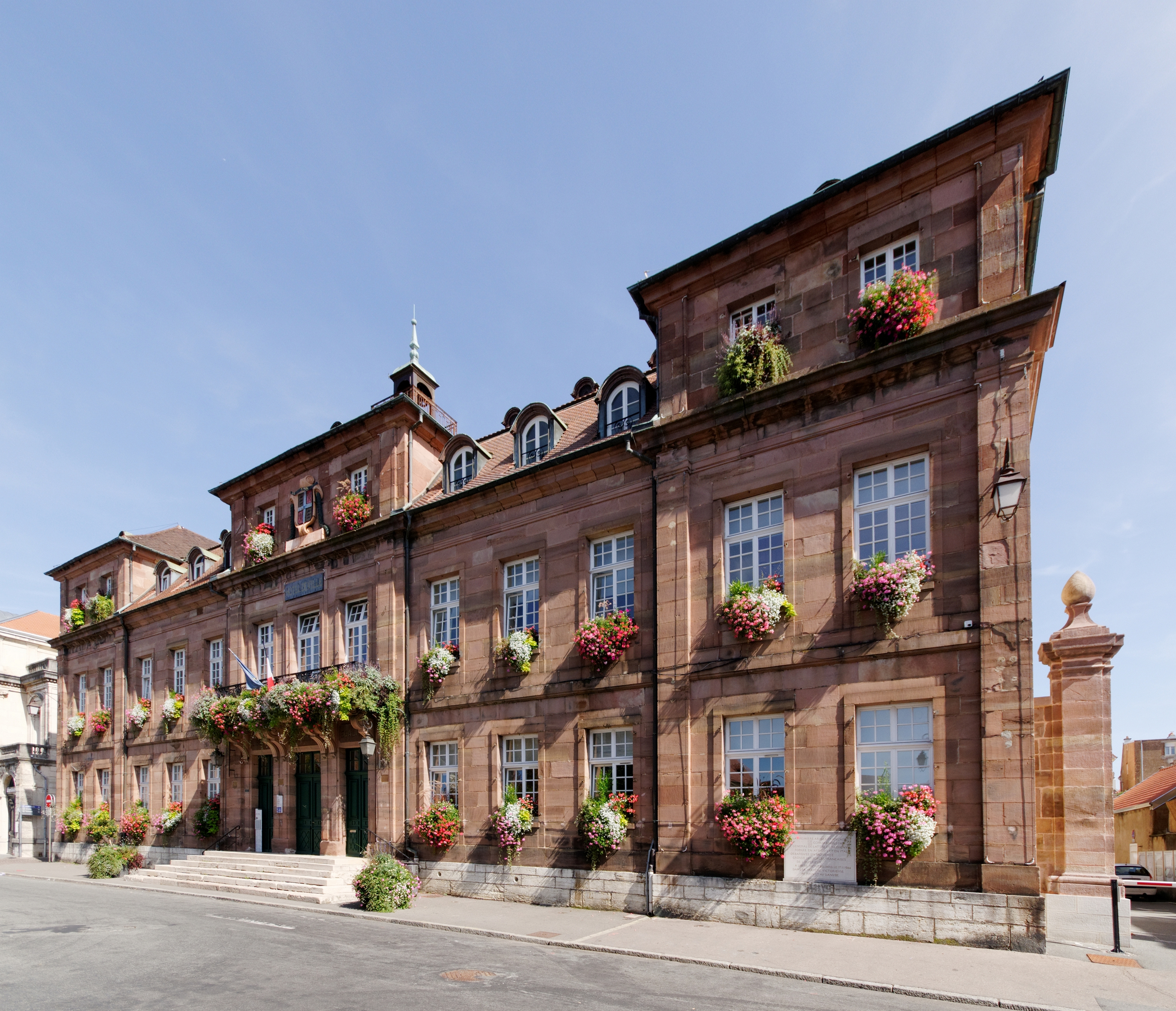
Vue artistique de l'hôtel de ville

L'ancien hôtel de ville fut construit vers 1470. Le nouvel édifice est construit par l'ingénieur français Pierre-Louis-Philippe de la Guêpière,.
Le 19 mars 1776 commence la démolition de l'ancien Hôtel de ville. Le 23 mai 1776, la première pierre du nouvel hôtel de ville est posée. Après deux années de travaux, la première séance se tient dans l'édifice nouvellement construit, le 13 novembre 1778.
Le 18 aout 1782 voit la réception à l'hôtel de ville du grand Duc de Russie.
En 1858, une partie de l'hôtel de ville est transformé en théâtre. Il est réalisé par l'architecte montbéliardais Auguste Goguel.
L'hôtel de ville fait l’objet d’une inscription au titre des monuments historiques depuis le 2 février 1939.
Le théâtre fait aussi l'objet d'une protection. Ce sont la salle de spectacle, le vestibule et décor intérieur du théâtre qui font l’objet d’une inscription au titre des monuments historiques depuis le 27 janvier 1992.

## Architecture et décorations
Le fronton est surmonté d'un blason représentant les armes de Montbéliard, ainsi que la devise de la ville: Dieu seul est mon appuy.
Au niveau de l'entrée principale, sur le toit, l'édifice possède un clocheton qui abrite une cloche en bronze
qui fait l’objet d’un classement au titre objet des monuments historiques depuis le 30 mai 1928. 
Une inscription latine en gothique minuscule est gravée dessus : 

« Ave Maria gracia plena Dominus tecum benedicta tu in mulieribus »

Le balcon sur la façade et la rampe de l'escalier intérieur font l’objet d’un classement au titre objet des monuments historiques depuis le 30 mai 1928.

## Le théâtre
Le théâtre réalisé par Auguste Goguel est un théâtre à l'italienne. Il est situé à l'arrière du corps de bâtiment principal (l'hôtel de ville).
Il est composé d’un parterre et de deux balcons et peut accueillir jusqu’à 500 spectateurs. Les peintures décoratives à l'intérieur sont l'œuvre de Charles-Antoine Cambon et de Joseph François Désiré Thierry.